# Munición insensible

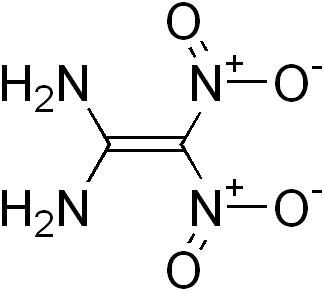
Estructura química de la molécula FOX7.

Las municiones insensibles son lo bastante  estables químicamente como para resistir choques mecánicos, fuego e impacto por metralla que las podrían hacer detonar por accidente, aunque son plenamente capaces de explotar con el propósito de destruir sus blancos cuando son activadas por su detonador. 

## Descripción
Las municiones insensibles (en inglés: Insensitive Munitions, IM) sólo se quemaran (más que explotar) cuando son sometidas a un calentamiento rápido o lento, impactos de balas, metralla, cargas huecas o la detonación de otra munición cercana. Este término se refiere a ojivas, bombas, motores de cohetes, aunque las fuerzas armadas de diferentes países pueden tener sus propias definiciones.
Debido a los accidentes, y las subsecuentes perdidas de vida, costos de reparación y reemplazo de material, y la degradación sobre el alistamiento y capacidad operacional, las mejoras en Municiones Insensitivas (del inglés: Insensitive Munitions, IM) son obligatorias por ley en los Estados Unidos.
Existen tres aproximaciones son tomadas cuando se diseñan municiones insensitivas: La primera, el dispositivo de alta energía puede ser protegido y transportado con una protección externa de alguna clase. Algunos contenedores de transporte de munición están diseñados para proporcionar un grado de protección y aislación termal. La segunda, la química del relleno de alta energía es seleccionada de tal forma que proporciona un mayor grado de estabilidad, por ejemplo, usando explosivos ligados plásticamente. Finalmente, los envases de los dispositivos de alta energía pueden ser diseñados de tal forma que permiten la ventilación o alguna otra forma de alivio de presión en el caso de un incendio.
Además de las tres formas descritas anteriormente, hay otras amenazas que necesitan ser enfrentadas cuando se diseñan MI, estas son,  cocción lenta y rápido, detonación simpática, balas e impacto de fragmentos, e impacto del chorro de cargas huecas. Los extensivos requerimientos de pruebas para potenciales candidatos para MI examinando los comportamientos ante estas amenazas son extremadamente costosos. Programas de modelamiento están siendo diseñados para simular la amenaza de balas e impactos de fragmentos en un esfuerzo para reducir los costos de los ensayos. Una de las técnicas más prometedoras, que los ingenieros y científicos dentro del Departamento de Defensa de Estados Unidos están empleando para mejorar el desempeño de las municiones insensitivas, es la aplicación de programas de modelamiento multifísico avanzados. Además, otro esfuerzo está bajo desarrollo para crear código numérico 2-D que simulará el efecto del cocimiento lento y rápido.

## Explosivos de Alto Poder Insensibles
Las municiones insensibles están casi siempre rellenas con explosivo de alto poder insensible resistente a los choques (del inglés: Insensitive High Explosive, o IHE) tal como el triaminotrinitrobenzeno TATB o varias mezclas de explosivos insensibles o explosivos de polímero o ligados plásticamente. Específicamente el TATB no detonará si es impactado por fragmentos o es quemado durante un incendio.
Un nuevo tipo de EAPI llamado Explosivo de Munición Insensible (del inglés: Insensitive Munitions Explosive, IMX-101), ha sido calificado y aprobado por el Ejército de Estados Unidos para reemplazar al trinitrotolueno (TNT). Se dice que el IMX-101 tiene la misma letalidad que el TNT tradicional, pero es mucho menos probable que explote, si se cae, se le dispara o es golpeado por una dispositivo de bomba improvisado, durante el transporte.  Este EAPI ha probado ser una alternativa más segura como material explosivo para los proyectiles de gran calibre actualmente utilizados por el Ejército y del Cuerpo de Infantería de Marina.
Otro explosivo de este tipo en etapa experimental es el FOX-7. 
Los EAPI a menudo combinan aminos y nitroderivados en la misma molécula.

### Origen
A continuación del accidente de un B-52 en Palomares en el año 1966 y el accidente de otro B-52 en la base aérea de Thule en el año 1968, surgieron preocupaciones levantadas por los investigadores de los accidentes acerca de los explosivos de alto poder usados en los dispositivos nucleares, que habían detonado al estrellarse los aviones. Se iniciaron esfuerzos para encontrar un explosivo que fuera lo suficientemente estable para resistir las fuerzas involucradas en un accidente aéreo. El Laboratorio Nacional Lawrence Livermore desarrolló la Prueba Susana — una prueba estándar diseñada para simular un accidente aéreo sometiendo a un material explosivo a aplastamiento y pellizcamiento entre unas superficies metálicas de un proyectil de prueba. Después de experimentación con este dispositivo, el Laboratorio Nacional de Los Álamos desarrolló un nuevo tipo de explosivo más seguro, llamado explosivo de alto poder insensible (del inglés: Insensitive High Explosive, IHE), para su uso en armas nucleares estadounidenses.
Los explosivos EAPI pueden resistir impactos de hasta 1500 pies por segundo (457,2 m/s), al contrario de los altos explosivos convencionales, que detonarán a sólo 100 pies por segundo (30,5 m/s).

### Uso en armas nucleares
Los explosivos de alto poder insensibles han estado disponibles para el uso de las Fuerzas Armadas de Estados Unidos en sus armas nucleares desde 1979 — hacia 1991, el 25% del armamento nuclear almacenado de ese país estaba usando EAPI. La mayor parte de las armas nucleares estadounidenses modernas, y al menos aquellas del Reino Unido, son fabricadas usando diseños de municiones insensibles. Estas son casi exclusivamente TATB un explosivo ligado plásticamente (LX-17-0 y PBX-9502). Los explosivos de alto poder convencionales aún son usados en misiles y proyectiles de artillería donde el peso y el volumen es un criterio importante (los EAPI contienen por unidad de peso sólo dos tercios de la energía del alto explosivo convencional, así que se requiere más del primero para lograr el mismo efecto).